# John Peterson (zápasník)
John Allan Peterson (* 22. října 1948, Cumberland, Wisconsin, USA) je bývalý americký zápasník, volnostylař.
V roce 1972 na olympijských hrách v Mnichově vybojoval stříbro v kategorii do 82 kg a v roce 1976 na hrách v Montréalu zlato ve stejné kategorii. V roce 1971 vybojoval stříbro a v roce 1973 bronz na mistrovství světa. Po skončení reprezentační kariéry působil jako trenér. Zápasu se věnoval také jeho bratr Ben.